# Serie B 2004-2005 (pallanuoto maschile)

## Squadre partecipanti
| Promosse in A2                                        | Squadre partecipanti | Squadre partecipanti |
| ----------------------------------------------------- | --- | --- |
| - Fiorentina - Sport Management - Anzio - Acicastello | Girone 1 - Andrea Doria - Fiorentina - Futura Prato - Imperia - Lerici Sport - Modena - Rari Nantes Nervi - Sestri - Sturla - Waterpolo Savona Girone 2 - Busto - Canottieri Milano - Coop Parma - Cus Milano - Esperia Cagliari - Libertas Dino Rora - Piscine Vicenza - Torino '81 - Vela Ancona - Sport Management | Girone 3 - Acilia - Acquachiara - Anzio - Fit-Program Pescara - Flegreo - Nuoto Napoli - Promosport - Roma '53 - Tuscolano - Waterpolo Roma Girone 4 - Acicastello - Basilicata 2000 - Bari - CUS Palermo - Nettuno - Palermo - Pallanuoto Salerno - Payton Bari - Poseidon - Rari Nantes Catania |